# Pseudocandona
Pseudocandona é um género de crustáceo da família Candonidae.
Este género contém as seguintes espécies:
- Pseudocandona aemonae
- Pseudocandona cavicola
- Pseudocandona pretneri
- Pseudocandona trigonelia